# Barbara Yorke
Barbara Yorke FRHistS FSA (født 1951, Barbara Anne Elizabeth Troubridge) er en engelsk historisker, der er specialiseret sig i angelsaksisk England og flere underemner som bl.a. omfatter Angelsaksisme i 1800-tallet. Hun er emeritus professor i tidlig middelalderhistorie på University of Winchester, og er fellow ved Royal Historical Society. Hun er æresprofessor ved Institute of Archaeology på University College London.
Hun blev oprindeligt uddannet på University of Exeter, hvor hun læste både sin bachelor, Kandidat og ph.d.